# باول كول (دراج)
باول كول (بالألمانية: Paul Kohl)‏ هو دراج ألماني، ولد في 12 نوفمبر 1894 في برلين في ألمانيا، وتوفي بنفس المكان في 17 ديسمبر 1959.

## وصلات خارجية
- بول كول على موقع أرشيف الدراجات (الإنجليزية)
- بول كول على موقع إحصائيات الدراجات الإحترافية (الإنجليزية)
- بول كول على موقع CycleBase (الإنجليزية)